# Frieda Mätz
Frieda Mätz (* 19. Oktober 1902 in Peine; † 30. Oktober 1975 in Lehrte) war eine deutsche Politikerin (SPD).
Mätz absolvierte nach der Schule eine kaufmännische Lehre und war danach als Büroangestellte tätig. Ab 1920 gehörte sie der SPD an. Sie war Leiterin der Kinderfreundebewegung in der SPD und engagierte sich in der Arbeiterwohlfahrt in Peine. Von 1930 bis 1932 gehörte sie dem Kreistag in Peine an. 1932 wanderte sie anlässlich ihrer Heirat nach Luxemburg aus, kehrte aber nach einem mehrjährigen Aufenthalt nach Hannover zurück. In Hannover wurde sie 1943 ausgebombt und zog daraufhin wieder nach Peine zurück, wo sie ab 1945 dem Stadtrat angehörte. Am 20. April 1947 zog sie in den Niedersächsischen Landtag in seiner ersten Wahlperiode ein, dem sie bis zum 30. April 1951 angehörte.